# Allerulik
L'Allerulik è una montagna della Groenlandia di 1587 m. Si trova a 61°04'N 45°10'O; appartiene al comune di Kujalleq.